# جک اندروز (بازیکن فوتبال)
جک اندروز (انگلیسی: Jack Andrews; ۲۶ مهٔ ۱۸۹۸ – ۱۲ مهٔ ۱۹۷۴ (۷۵ سال)) بازیکن فوتبال اهل بریتانیا بود.
از باشگاه‌هایی که در آن بازی کرده‌است می‌توان به باشگاه فوتبال ساوتند یونایتد، باشگاه فوتبال گریمزبی تاون و باشگاه فوتبال دارلینگتون اشاره کرد.